# Хабарадува (підрозділ окружного секретаріату)
Підрозділ окружного секретаріату Хабарадува — підрозділ окружного секретаріату округу Галле, Південна провінція, Шрі-Ланка. Складається з 59 Грама Ніладхарі.